# Coniopteryx (Xeroconiopteryx) israelensis
Coniopteryx (Xeroconiopteryx) israelensis is een insect uit de familie van de dwerggaasvliegen (Coniopterygidae), die tot de orde netvleugeligen (Neuroptera) behoort. 
Coniopteryx (Xeroconiopteryx) israelensis is voor het eerst wetenschappelijk beschreven door Meinander in 1998.